# Augochlora cymatoides
Augochlora cymatoides är en biart som först beskrevs av Joseph Vachal 1911.  Augochlora cymatoides ingår i släktet Augochlora och familjen vägbin. Inga underarter finns listade.